# Worland
Worland är en stad i norra delen av delstaten Wyoming i USA och huvudort i Washakie County, belägen vid Bighorn River. Worland hade 5 487 invånare vid 2010 års folkräkning, med omkring två tredjedelar av countyts totala befolkning, och är centralort för Bighorn Basin-regionen.

## Näringsliv
De viktigaste näringarna i regionen är jordbruk och livsmedel, främst sockerbetsodling och sockerframställning, samt naturgas och olja.

## Kommunikationer
Från Worland Municipal Airport (WRL) finns reguljära passagerarflyg till delstatshuvudstaden Cheyenne. Genom staden går de federala landsvägarna U.S. Route 16 och U.S. Route 20.